# Rechtswahl
Die Rechtswahl bei Verträgen mit Auslandsbezug ist die Möglichkeit, unter mehreren Rechtsordnungen das für den Vertrag ganz oder teilweise anzuwendende Recht zu bestimmen.

## Allgemeines
Bei Verträgen oder sonstigen Sachverhalten mit Auslandsbezug taucht das Problem der Rechtswahl auf, weil die Rechtsordnungen in Staaten teilweise erhebliche Unterschiede untereinander aufweisen und geklärt werden muss, welche Rechtsordnung anwendbar sein soll. Den Vertragsparteien muss deshalb bewusst sein, dass es unterschiedliche Rechtsordnungen gibt; diese dürfen im Hinblick auf die Rechtsfolgen weder verkannt noch vernachlässigt werden. Die Auswirkungen der unterschiedlichen Rechtsordnungen sind Gegenstand des internationalen Kollisionsrechts. Machen Vertragsparteien bewusst oder unbewusst nicht von der Möglichkeit einer Rechtswahl Gebrauch, gilt für sie im Zweifel die Rechtsordnung des Staates, mit dem ein Vertrag die engsten Verbindungen aufweist; das ist meist das Sitzland des Verkäufers.

## Geltung des internationalen Rechts
Bei Verträgen mit Auslandsbezug kann nicht – wie bei Verträgen mit ausschließlich deutschen Beteiligten – davon ausgegangen werden, dass deutsches Recht anwendbar sein soll. Bei Sachverhalten, die eine Verbindung zum Recht verschiedener Staaten aufweisen (Auslandsberührung), sind die Einheitsvorschriften des Übereinkommens von Rom (so genannte Rom I-VO) anwendbar. Diese Rom I-VO hat im Dezember 2009 die Bestimmungen der Art. 27 ff. EGBGB abgelöst und regelt das auf vertragliche Schuldverhältnisse anzuwendende Recht, wenn die Verträge Auslandsbezug haben. Ein Vertrag unterliegt nach Art. 3 Rom I-VO grundsätzlich dem von den Parteien gewählten Recht. Fehlt es an einer eindeutigen Rechtswahl, so gilt nach Art. 4 Abs. 1 Rom I-VO bei Kaufverträgen über bewegliche Sachen das Recht des Staates, in welchem der Verkäufer seinen gewöhnlichen Aufenthaltsort hat. Eine unangemessene Benachteiligung des Verbrauchers liegt hierbei nicht vor. Im Ergebnis spricht daher vieles für die Wirksamkeit von Rechtswahlklauseln auch in den AGB. Der Verwender sollte aber bedenken, dass sich das gewählte Recht gegenüber Verbrauchern nicht in jedem Fall durchsetzt.
Dies ist eine wichtige Grundlage der Vertragsfreiheit.

## Rechtswahlklausel
Um mögliche Streitigkeiten wegen einer fehlenden oder unklaren Rechtswahl zu vermeiden, haben die Vertragsparteien die Möglichkeit einer Rechtswahlklausel. Mit einer Rechtswahlklausel können die Vertragsparteien die Rechtsfolgen aus ihrem Vertrag beeinflussen. Sie legt als Klausel fest, welcher Rechtsordnung die vertraglichen Rechte und Pflichten der Vertragsparteien unterworfen werden sollen. Die anzuwendende Rechtsordnung entscheidet nicht nur darüber, ob ein Vertrag überhaupt formwirksam abgeschlossen wurde, sondern gibt auch die geltenden Vorschriften für die Rechte und Pflichten beider Vertragsparteien vor. Insbesondere bestimmt das anzuwendende Recht, ob den Vertragsparteien ein Gestaltungsspielraum für ihre Vereinbarungen zur Verfügung steht. Auch das Zustandekommen und die Wirksamkeit einer Rechtswahl beurteilen sich nach der gewählten Rechtsordnung.
Die Wirksamkeit einer Rechtswahlklausel bestimmt sich nach der Rechtsprechung des Bundesgerichtshofs nach dem gewählten Recht. Für die Rechtswahlklausel ist das Recht maßgebend, das nach der Klausel angewendet werden soll. Wird nicht die Geltung des deutschen Rechts gewählt, könnte die Rechtswahl der Parteien dazu führen, dass dem Betroffenen der durch zwingende Bestimmungen des deutschen Rechts gewährte Schutz entzogen wird. Zu diesen Bestimmungen gehören alle durch Parteivereinbarung nicht abdingbaren Vorschriften, die geeignet und dazu bestimmt sind, einem Vertragspartner Schutz gegenüber dem anderen zu gewähren. Allerdings darf nach Art. 6 Rom I-VO bei Verträgen über die Lieferung beweglicher Sachen oder die Erbringung von Dienstleistungen zu einem Zweck, der nicht der beruflichen oder gewerblichen Tätigkeit des Verbrauchers zugerechnet werden kann, eine Rechtswahl der Parteien nicht dazu führen, dass dem Verbraucher der durch die zwingenden Bestimmungen des Rechts des Staates, in dem er seinen gewöhnlichen Aufenthalt hat, gewährte Schutz entzogen wird.
Eine häufig verwendete Rechtswahlklausel lautet: „Es gilt deutsches Recht unter Ausschluss des UN-Kaufrechts, auch wenn aus dem Ausland bestellt wird.“ Hieraus kann zunächst gefolgert werden, dass das UN-Kaufrecht einen Teil des deutschen Rechts bildet und daher gilt, wenn es nicht ausdrücklich ausgeschlossen wird. Nach einem Urteil des Landgerichts Hamburg ist diese Rechtswahlklausel in den AGB auch gegenüber Verbrauchern wirksam und zudem kein Wettbewerbsverstoß. Das Landgericht Hamburg war der Auffassung, dass es sich bei den Kollisionsnormen der Rom I-VO nicht um Marktverhaltensregeln handele; vielmehr enthalte das durch EU-Verordnung vereinheitlichte Kollisionsrecht Bestimmungen des anwendbaren Rechts bei Sachverhalten mit Auslandsberührung. Derartige völkerrechtliche oder europarechtliche Regelungen des Kollisionsrechts verfolgten nicht den Zweck, das Marktverhalten zu regeln. Sie verfolgten allein den Zweck, die Reichweite der nationalen Rechtsordnungen zu bestimmen. Zudem verstoße die Rechtswahlklausel nicht gegen AGB-Recht, insbesondere weder gegen § 305c Abs. 1 BGB noch gegen § 305c Abs. 2 BGB. Die Klausel sei nicht überraschend im Sinne des § 305c Abs. 1 BGB, da die Vereinbarung deutschen Rechts für Kaufverträge, deren charakteristische Leistung von einem in Deutschland tätigen Unternehmer erbracht würden, im Zweifel ohnehin dem Vertragsstatut entspräche, das mangels Rechtswahl gelten würde (Art. 4 Abs. 1 lit. a Rom I-VO). In Ermangelung einer Rechtswahl unterliege nach dieser Bestimmung das anwendbare Recht bei Kaufverträgen nämlich dem Recht des Staates, in dem der Verkäufer seinen gewöhnlichen Aufenthalt habe. Eine solche Vereinbarung habe daher zunächst einmal rein deklaratorischen Charakter. Für Verbraucherverträge gelte nichts anderes.

## Einschränkung der Rechtswahl
Durch Art. 6 Rom I-VO wird die grundsätzlich gegebene Rechtswahlfreiheit eingeschränkt, da diese nicht dazu führen darf, dass dem Verbraucher der Schutz seiner Heimatvorschriften entzogen wird (Rechtsflucht). Nur bei Vorliegen der besonderen und nicht analogiefähigen Voraussetzungen von Art. 6 Rom I-VO kommt es zu einem Günstigkeitsvergleich zwischen dem gewählten und dem deutschen Recht – bei dem sich auch das gewählte Recht durchsetzen kann. Darin liegt dem LG Hamburg zufolge jedoch keine Ausnahme von der freien Rechtswahl, sondern lediglich die Vorgabe der zusätzlichen Anwendung von zwingenden Schutzvorschriften des Heimatrechts des ausländischen Verbrauchers.

## Internationales Privatrecht
Im Internationalen Privatrecht findet die Rechtswahl häufig Anwendung, um den Parteien oder dem zur Ausübung des Wahlrechtes Berechtigten eines Rechtsfalles mit Auslandsberührung die Möglichkeit einzuräumen, die meist materiell und aus der Sicht der Parteien oder des Wahlberechtigten günstigste Rechtsordnung zu wählen. Der Spielraum, der durch die Wahlmöglichkeit eingeräumt wird, dient häufig auch der Verwirklichung der Privatautonomie zwischen den Parteien, insbesondere in Art. 14 Abs. 2, Art. 42 EGBGB. Die durch Rechtswahl bestimmte Rechtsordnung ist im deutschen Recht nach Art. 4 Abs. 2 EGBGB per Definition nur eine Sachnormverweisung, so dass die Sachnormen der gewählten Rechtsordnung unter Ausschluss deren Internationalen Privatrechts (IPR) Anwendung finden. Solche Sachnormverweisungen durch die Ausübung einer Rechtswahl eröffnen unter anderem die Art. 10 Abs. 2 und 3, Art. 14 Abs. 2, Art. 15 Abs. 2, Art. 25 Abs. 2 und Art. 42 Abs. 2 EGBGB als Kollisionsnormen des IPR.